# Pienza
Pienza ist eine italienische Stadt im Val d’Orcia (Toskana), gelegen zwischen den Städten Montepulciano und Montalcino.

## Allgemeines

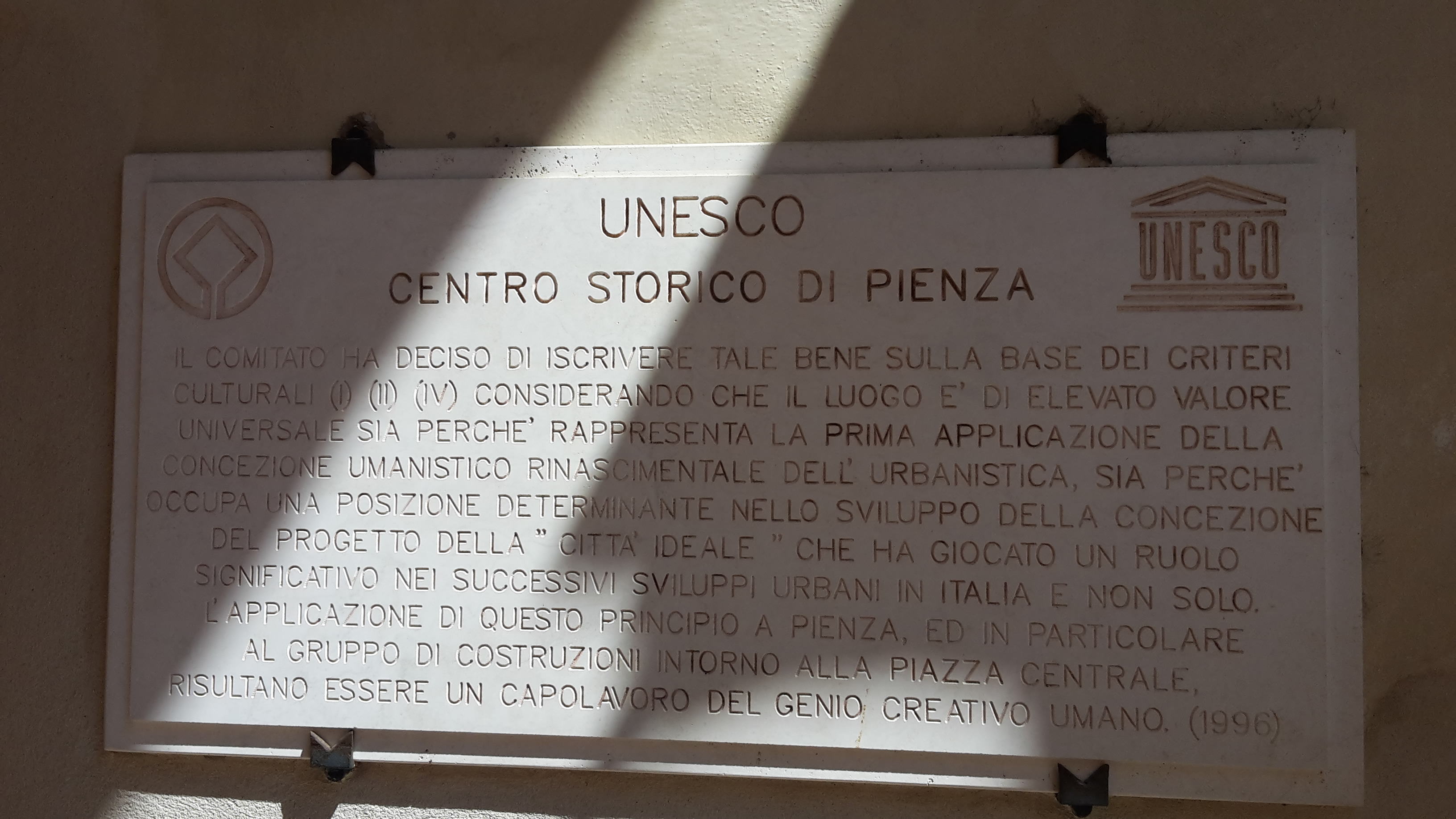
Pienzas Altstadt gehört zum Weltkulturerbe

Der Ort liegt in der klimatischen Einordnung italienischer Gemeinden in der Zone E, 2 113 GR/G.
Einziger Ortsteil ist Monticchiello (500 m, ca. 200 Einwohner). Die Nachbargemeinden Pienzas sind Castiglione d’Orcia, Chianciano Terme, Montalcino, Montepulciano, Radicofani, San Quirico d’Orcia, Sarteano, Torrita di Siena und Trequanda.
1996 erklärte die UNESCO das historische Zentrum Pienzas zum Weltkulturerbe; 2004 wurde zudem das ganze Orcia-Tal in die Liste aufgenommen.

## Geschichte
Bevor der Ort in Pienza umbenannt wurde, hieß er Corsignano. Im 9. Jahrhundert wurde er erstmals urkundlich erwähnt. Um 1300 gelangten Teile des Ortes in den Besitz der Familie Piccolomini, nachdem Enghelberto d’Ugo Piccolomini von Kaiser Friedrich II. 1220 mit dem Gut Montertari im Orcia-Tal belehnt worden war. Im 13. Jahrhundert ließen sich Franziskaner in Corsignano nieder.
1405 war Corsignano Geburtsort von Aeneas Silvius Piccolomini, Spross einer verbannten Sieneser Familie und später Papst unter dem Namen Pius II. Als Pontifex Maximus begann Pius, der sich in der Tradition antiker Stadtgründer sah, mit dem Ausbau des Ortes zu einer „idealen Stadt“ und benannte diese nach sich selbst („Pi“-us II.) in Pienza um. Das gilt als ein erstes Beispiel einer so genannten humanistischen Stadtplanung – eine Anregung, die andere italienische Städte aufnahmen und die sich schließlich über ganz Europa verbreitete.

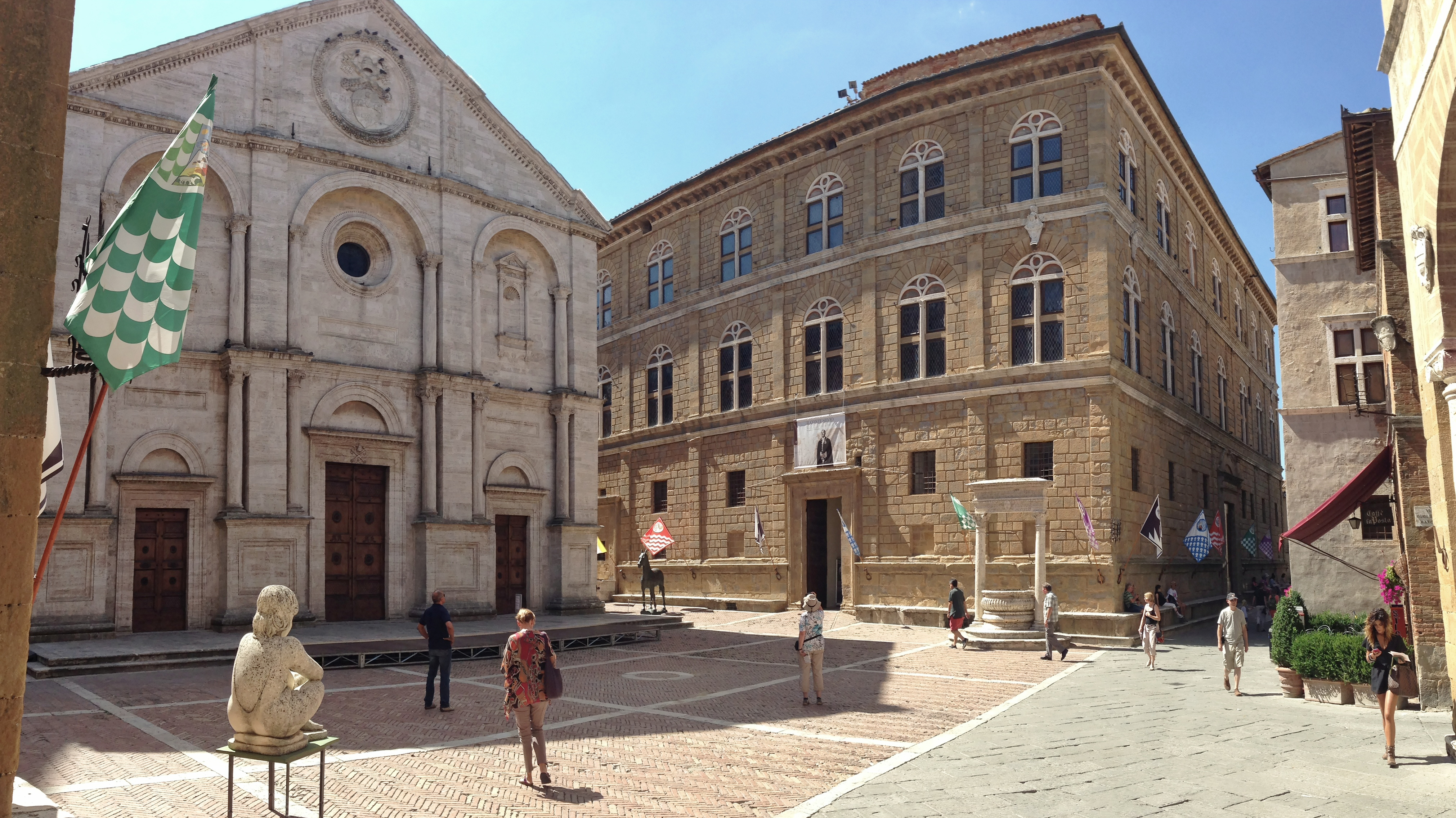
Piazza Pio II: Palazzo Piccolomini mit Kathedrale

Die Umgestaltung wurde vom Florentiner Architekten Bernardo Rossellino 1459 begonnen, und innerhalb von drei Jahren wurden die Hauptbauten fertiggestellt. Durch den Tod Pius II. im Jahre 1464 wurde die Gesamtplanung jedoch nicht vollkommen verwirklicht. Rossellino entwarf den neuen Stadtplatz, die Piazza Comunale und die sie flankierenden vier Hauptbauten: den Dom und das Rathaus (Palazzo Pubblico, auch Palazzo Comunale genannt) sowie die beiden Palazzi Vescovile und Piccolomini. Ersterer wurde Wohnsitz von Kardinal Rodrigo Borgia, dem späteren Papst Alexander VI. Der Palazzo Piccolomini war Wohnsitz der Familie Pius II., ein vom Florentiner Palazzo Rucellai inspiriertes Gebäude und zugleich das größte und wohl schönste am Platz. Den neuen Dom hat Pius II. am 29. August 1462 geweiht.
Von allen Seiten führen Straßen auf die Piazza Comunale, wobei jeder Standort wechselvolle, harmonische Perspektiven auf die Gebäude bietet und weite Ausblicke in die Szenerie des umliegenden Orcia-Tals gewährt. Der Travertin-Brunnen auf der Piazza, durch seine Aufstellung vor dem Palazzo Piccolomini die bewusste Asymmetrie des Platzes stärkend, trägt das Familienwappen der Piccolominis und wurde in den folgenden Jahrhunderten Vorbild vieler toskanischer Brunnen.

## Sehenswürdigkeiten

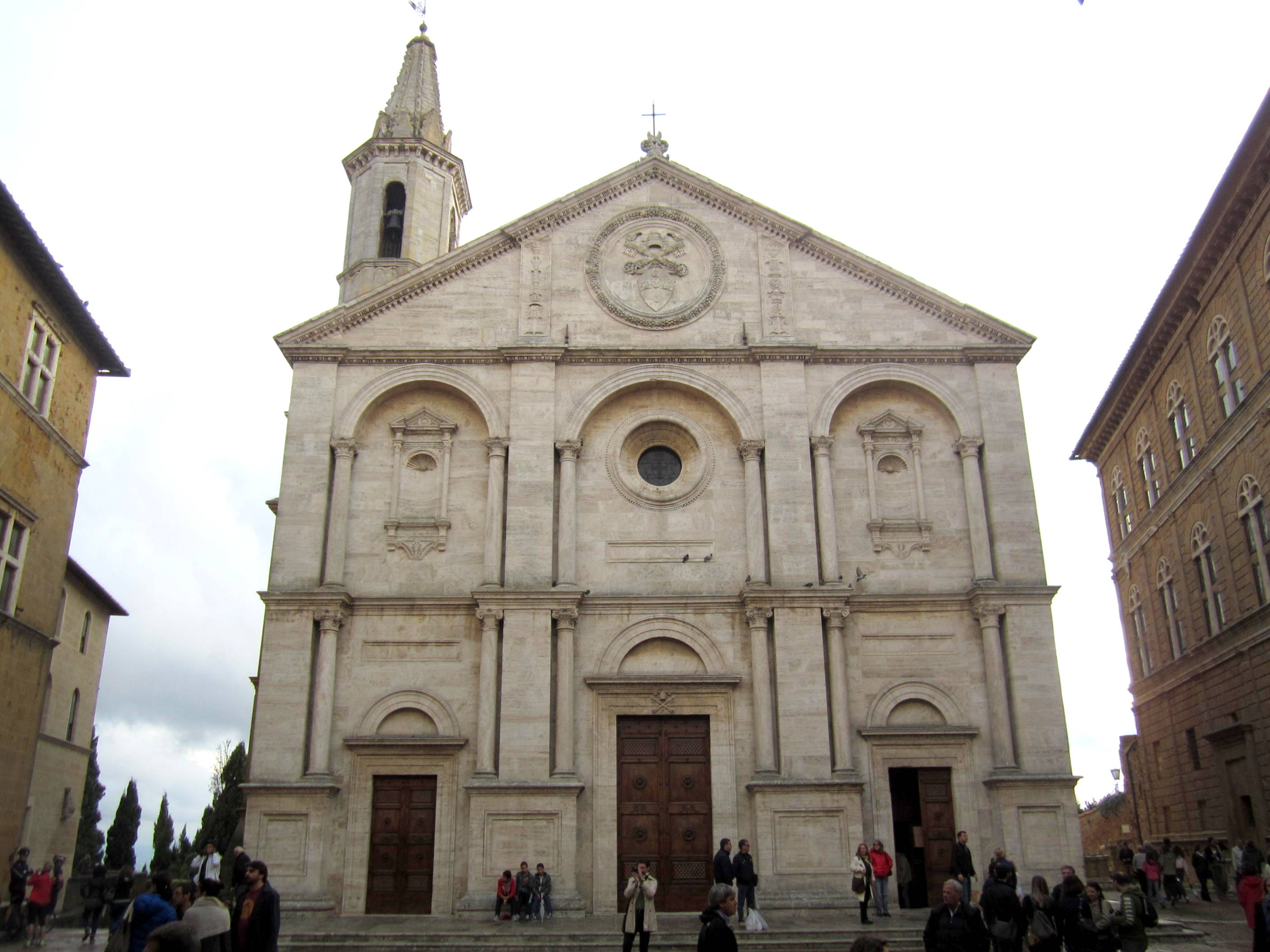
Renaissance-Fassade des Doms

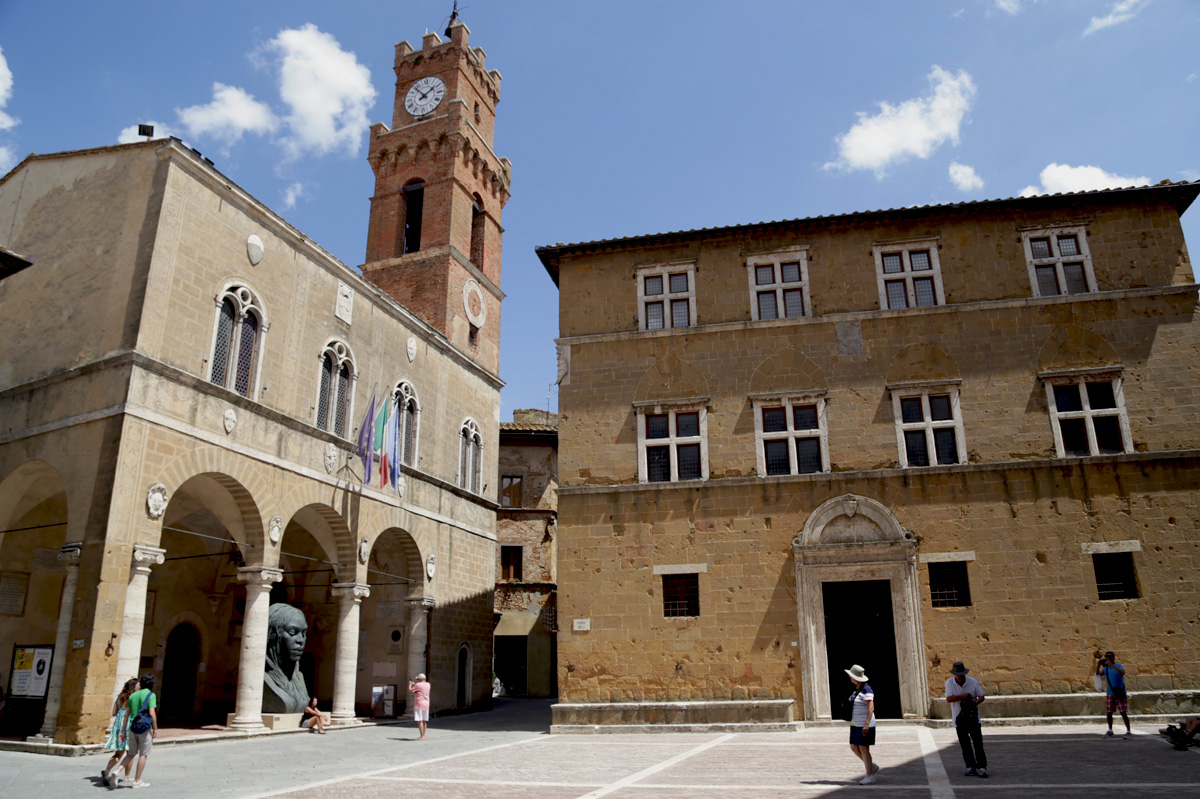
Palazzo Comunale, das Rathaus (links) und Palazzo Vescovile, der Bischofspalast (rechts)

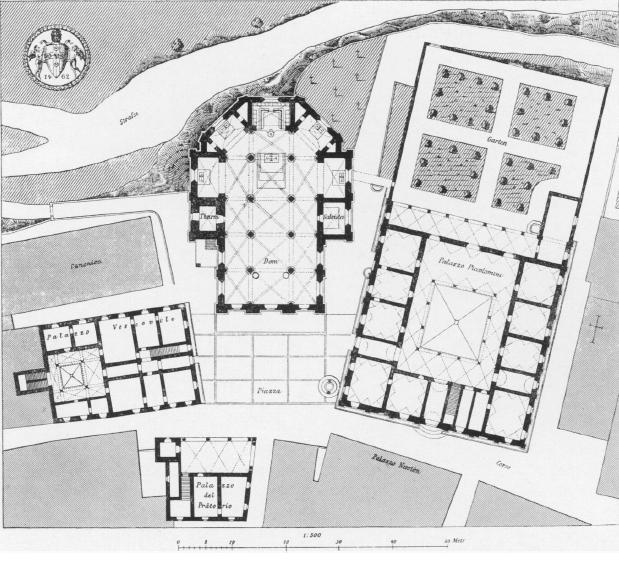
Grundriss der Piazza in Pienza

Der Dom von Pienza wurde von Rossellino zwischen 1459 und 1462 als dreischiffige Hallenkirche mit Umgangschor errichtet. Trotz seiner Renaissance-Fassade ist das Gotteshaus an typischen Bauten der nordalpinen Gotik orientiert, was den zahlreichen Reisen des späteren Papstes Pius II. unter anderem auch in deutsche Länder zu danken ist. Im dreischiffigen Inneren belegen Bündelsäulen und toskanische Kapitelle, wie die Übersetzung eines gotischen Raumkonzepts in die Formensprache der Frührenaissance gelungen ist. Das einer Krypta ähnliche Baptisterium findet sich unter der Apsis; in Teilen entstammt es noch seinem ursprünglich romanischen Vorgängerbau.
Es gibt ein Museo della Cattedrale im Dom. Das Diözesan-Museum im Palazzo Vescovile zeigt sowohl lokale Textilarbeiten als auch religiöse Werke. Drei Wandteppiche mit religiösen Darstellungen sind zu sehen; sie sind Ende des 15. Jahrhunderts in Flandern entstanden und gelangten durch die Piccolominis nach Pienza. In der Gemäldesammlung ist mit Christus am Kreuz („La Croce“) eine Arbeit des 7. Jahrhunderts zu finden. Weiterhin zeigt die Ausstellung Bildnisse von Pietro Lorenzetti (Madonna mit dem Kind) und Bartolo di Fredi (Gnadenmadonna, „Madonna della Misericordia“), allesamt aus dem 14. Jahrhundert. Unter den weiteren Werken des 14. und 15. Jahrhunderts ragt besonders eine Madonnendarstellung heraus, die Luca Signorelli zugeschrieben wird.
Die Kirche von San Francesco, mit Giebelfassade und gotischem Portal, ist eines der wenigen Gebäude, das noch aus der Zeit des alten Corsignano stammen. Sie ist auf den Grundmauern einer Kirche des 8. Jahrhunderts errichtet. Im Inneren befinden sich Fresken aus dem 14. Jahrhundert, von Cristofano di Bindoccio und Meo di Pero, Künstlern der Sieneser Schule, die das Leben des heiligen Franziskus zeigen. Das wertvolle alte Kircheninventar – etwa das mit Tempera gemalte Tafelkreuz von Segna di Bonaventura – ist inzwischen im Diözesan-Museum untergebracht.
Weiterhin sind die Palazzi Ammannati (auch Jouffroy), Gonzaga Simonelli und der Palazzo del Cardinale Atrebatense erwähnenswert, die alle aus dem 15. Jahrhundert stammen.
In der Nähe befindet sich mit der Pieve di Corsignano eines der wichtigsten romanischen Monumente der Gegend.
Die südwestlich gelegene Terrapille dient Fotografen aus aller Welt als toskana-typisches Postkartenmotiv. 1999 war sie zudem einer der Drehorte für den Film Gladiator.
Der Domplatz sowie der Palazzo Piccolomini dienten 1968 als Drehorte der 1969 mit zwei Oscars ausgezeichneten Verfilmung von Shakespeares Romeo und Julia. Regie führte Franco Zeffirelli.

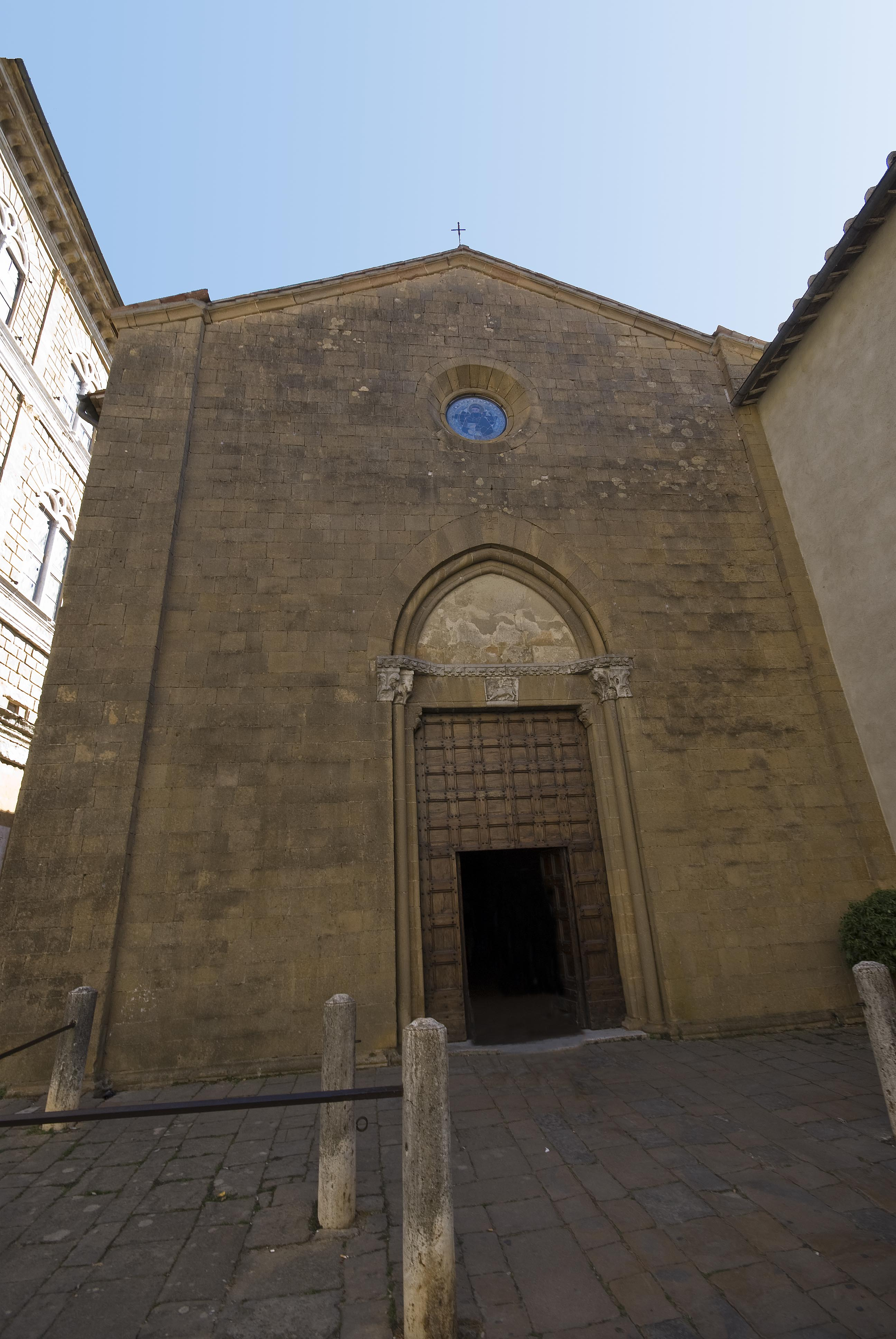
Chiesa di San Francesco
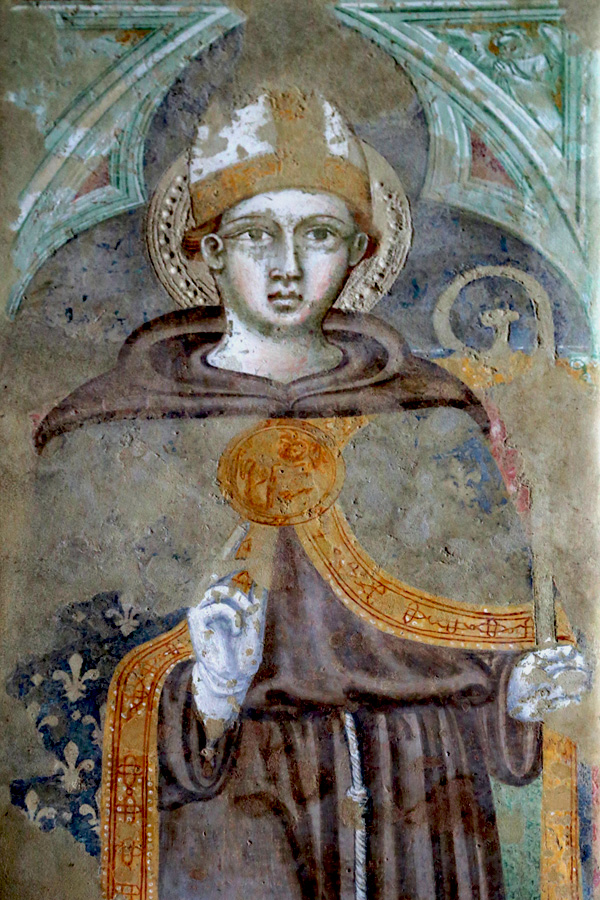
Fresko in San Francesco
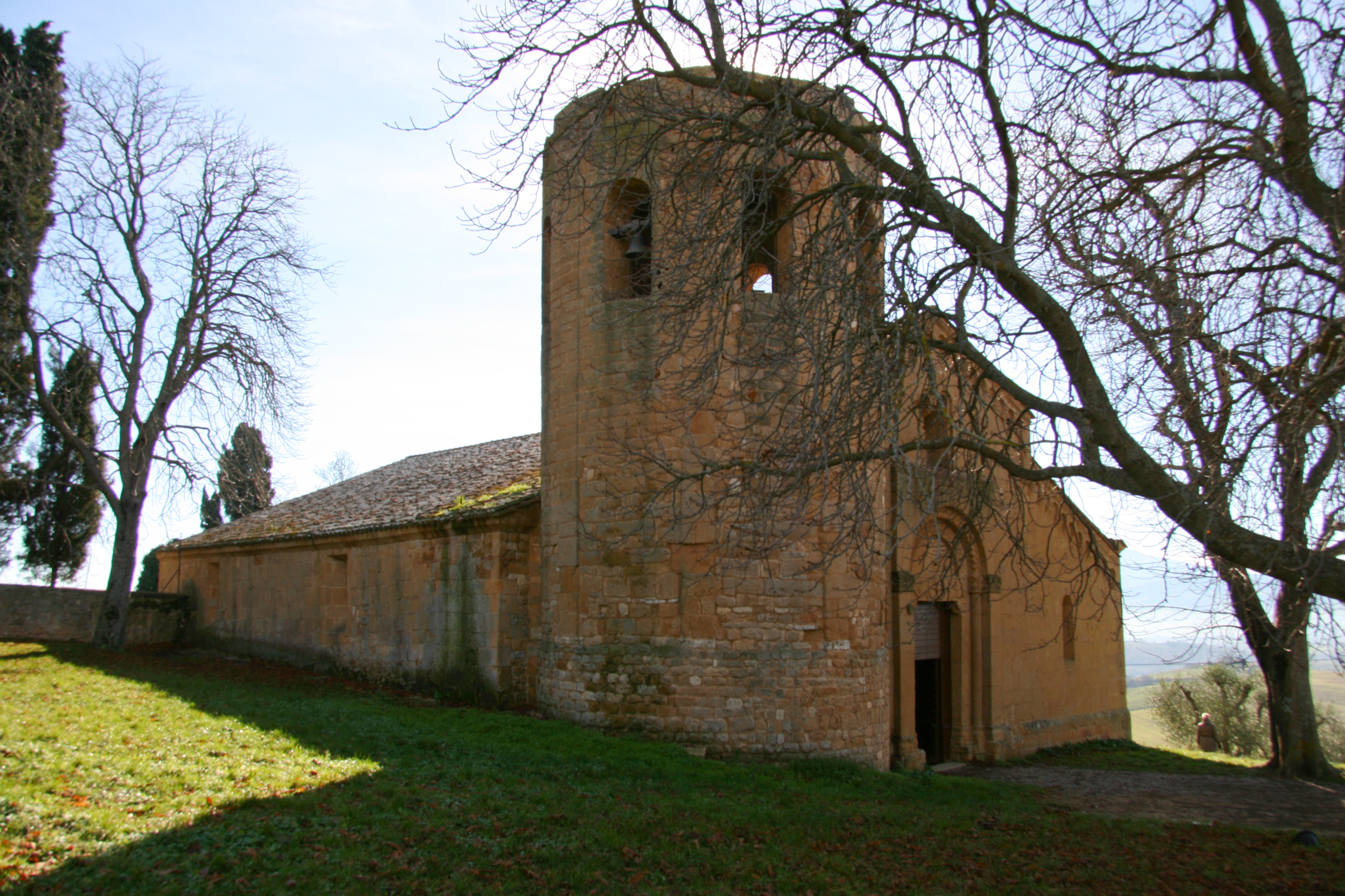
Pieve di Corsignano
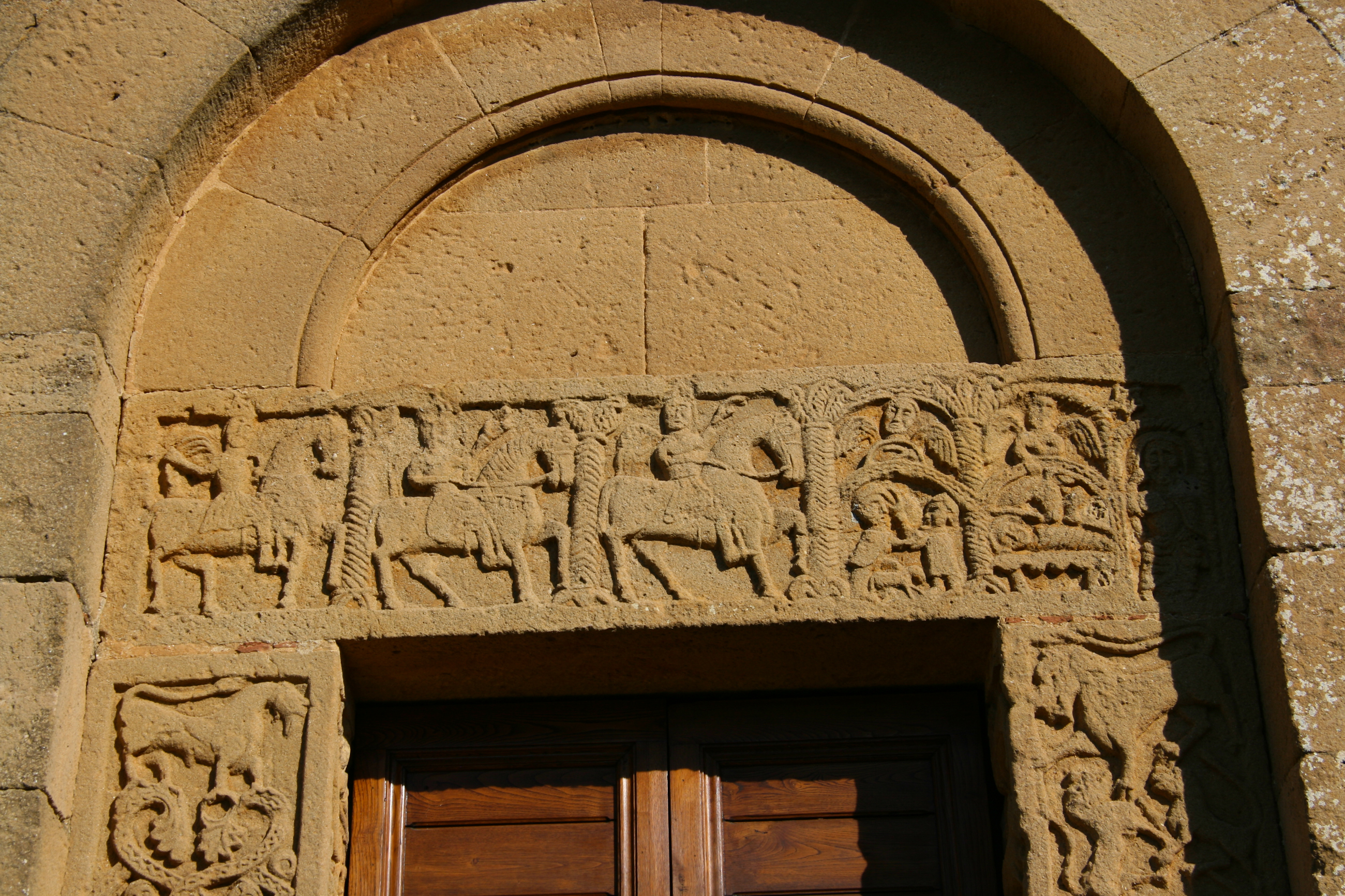
Detail am Kirchportal der Pieve
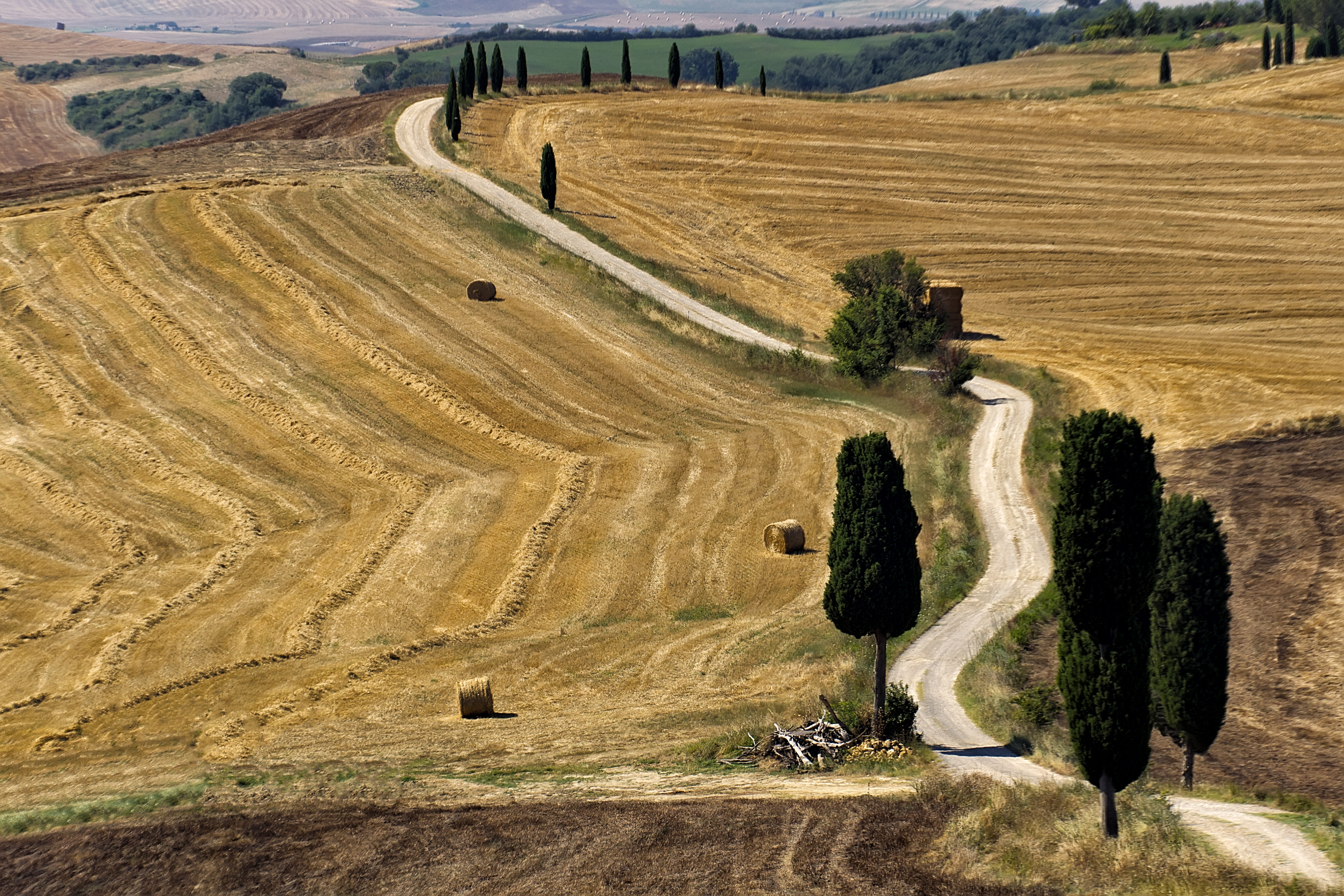
Terrapille
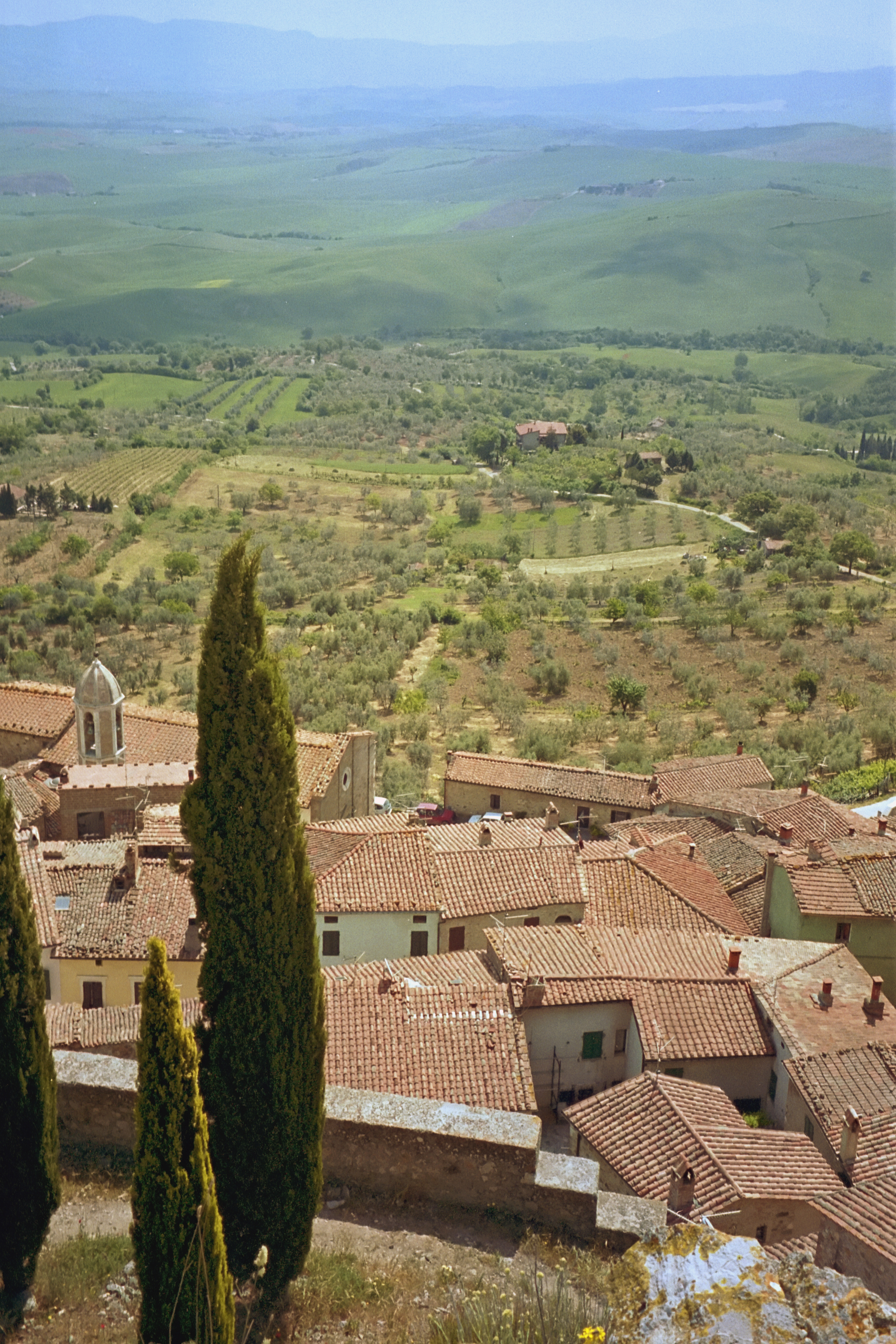
Blick von der Piazza Comunale in das Val d’Orcia

## Wirtschaft
Pienza ist Sitz von Bottega Verde, der größten Kosmetikkette Italiens.
Auf dem Gemeindegebiet liegen Rebflächen für Weine mit einer „geschützten Herkunftsbezeichnung“: „Orcia DOC“ und „Chianti DOCG“.